# Mylothris schoutedeni
Mylothris schoutedeni is een vlindersoort uit de familie van de Pieridae (witjes), onderfamilie Pierinae.
Mylothris schoutedeni werd in 1952 beschreven door L. Berger.